# Герман III (герцог Швабии)
Герман III (умер 1 апреля 1012 года) — герцог Швабии в 1003—1012 годах.

## Биография
Сын Германа II и Герберги Бургундской, из династии Конрадинов.
Во время восхождения на трон Герману III было всего семь лет. Он умер бездетным 1 апреля 1012 года. Его преемником был выбран Эрнст I из рода Бабенбергов, который в 1014 году женился на сестре Германа Гизеле.